# Pierre Bayle
Pierre Bayle (født 18. november 1647, død 28. december 1706) var en fransk filosof og forfatter.

## Tidlig karriere
Pierre Bayle blev født i Carla-le-Comte (senere omdøbt Carla-Bayle til ære for ham), tæt på Pamiers (Ariège), og blev undervist af sin fader, en Calvinistisk præst, og senere på akademiet i Puylaurens. Efterfølgende gik han på et jesuitergymnasium i Toulouse, og konverterede til katolicismen en måned senere (1669). Efter 17 måneder vendte han tilbage til Calvinismen, og flygtede til Geneve for at undgå retsforfølgelse for at have forladt den katolske tro. I Geneve, blev han bekendt med filosoffen René Descartes' værker. I nogle år arbejdede han under navnet Bèle som privatunderviser hos forskellige Parisiske familier, men i 1675 blev han udnævnt til professor i filosofi på det protestantiske universitet i Sedan.
I 1681 blev universitet i Sedan lukket af de katolske myndigheder i Frankrig. Lige inden dette skete var Bayle flygtet til Nederlandene, hvor han næsten med det samme blev udnævnt til professor i filosofi og historie på Ecole Illustre i Rotterdam. Der udgav han sin senere så berømte Pensées diverses sur la comète de 1680 ("Forskellige tanker over kometen") in 1682, foruden sin kritik af Louis Maimbourg's historiske værk over Calvinismen. Den megen berømmelse som Bayle fik for sin kritik antændte en misundelse hos den calvinistiske kollega, både fra Sedan og i Rotterdam, Pierre Jurieu, som havde skrevet en bog over samme emne.

## Forfattervirksomhed
I 1684 begyndte Bayle udgivelsen af sit litteraturkritiske tidsskrift Nouvelles de la république des lettres. I 1690 fremkom et værk med titlen Avis important aux refugies, som Jurieu anså for skrevet af Bayle, og som han derfor med stor iver angreb. Efter en en lang strid blev Bayle frataget sit professorembede i 1693. Han synes dog ikke at være blevet slået ud af denne hændelse, for samtidig var han i gang med sit hovedværk, sin Dictionnaire Historique et Critique ("Historisk og Kritisk Ordbog"), som i virkeligheden var en af de første encyklopædier (før dette udtryk blev almindeligt) over idéer og deres oprindelse. Bayles forsøg på at give en upartisk fremstilling af disse idéer blev gennemført ved hjælp af en udførlig objektiv og grundig gengivelse alle sider i omdiskuterede emner. Dette skete ved hjælp af flere lag af fodnoter, som ofte indeholdt små selvstændige kritiske afhandlinger i sig selv. F.eks. i artiklerne om grundlæggeren af Islam "Mahomet" og den italienske munk Savonarola viser Bayle sin evne til retfærdig fremlæggelse af højst kontroversielle personer og filosofier, mens han samtidig undgår at favorisere forudindtagede fortolkninger. Bayle var en af de første til at antage denne stræben for objektivitet, der i dag er standardkriterium inden for videnskaben, i et større lærd arbejde som Ordbogen var, der navigerede i et hav af hinanden modsigende ideologier og stridende parter.
De sidste år af sit liv anvendte Bayle på forskellige skrifter til forsvar imod den megen kritik som var fremkommet efter udgivelsen af Ordbogen. Han boede i Rotterdam indtil sin død i 1706 og blev begravet i Waalse Kerk, hvor Jurieu selv skulle blive begravet 7 år senere. Allerede i 1706 blev der rejst en statue til hans ære i Pamiers, "la reparation d'un long oubli" ("efter en lang tids mangel på genoprejsning"). I 1959 blev en gade i Rotterdam opkaldt efter ham.

## Karakteristik
Bayle besad en betydelig lærdom. Som original tænker var han ikke stor, men som kritiker var han sin tids største, og selv i dag er hans evne og indsigt i behandlingen af de mange emner imponerende.
Hans Nouvelles de la république des lettres (han var redaktør på tidsskriftet i perioden 1684-1687, det blev senere overtaget af hans modstander Jean Le Clerc)  var det første grundige forsøg på at gøre litteraturen til hvermandseje ved grundige litterære kritikker af udkomne værker, og den blev meget udbredt. I Danmark grundlagdes det litterærkritiske tidsskrift Lærde efterretninger som følge af inspiration fra Bayles tidsskrift. Bayles Dictionnaire Historique et Critique ("Historiske og Kritiske Ordbog") som udkom i 4 folio-bind er hans hovedværk (udkom første gang 1697, og i en udvidet udgave i 1702).
Ifølge idéhistorikeren Jonathan Israel, anlagde Pierre Bayle en ydre maske af at være en progressiv kristen lærd som hævdede at tro ikke kunne retfærdiggøres af fornuften, fordi Guds natur er uforståelig for mennesket, dvs. en tilslutning til fideisme, mens essensen i hans mange skrifter i virkeligheden var en tilslutning til en slags krypto-spinozisme. Denne tilslutning til fideisme var blot en afledningsmanøvre, der ikke tjente andet formål end formelt at adskille teologien fra filosofien. Efterfølgende anvendte Bayle filosofien til at påpege de forskellige religioner og teologiske retningers selvmodsigelser, samt demontere de kristne tilhængeres påstand om at denne religion var den eneste naturlige sande. Bayle påpegede bl.a. som en del af sit bevis om at der ikke var nogen fornuftig person som kunne udfinde nogen fornuftigt grund til Guds valg af hersker over det bibelske Israel: Kong David var ifølge Bibelens eget vidnesbyrd en løgner, morder, tyv og horkarl. Bayles formål var at få folk til at anvende deres fornuft over for spørgsmål om religion og andre autoriteter.
Han var så succesfuld i dette forehavende at hans værker fik stor indflydelse på Oplysningstidens filosoffer og skribenter. Især blev han anset som en af hovedinspiratorerne til bagmændene bag den franske Encyclopédie, Diderot m.fl., og var desuden også en af pionererne i udbredelsen af princippet om tolerance over for andre religioner. Selv om Bayle vedblev med formelt at erklære sig for kristen, fortsatte han med stadig mere vedholdende skeptisk kritik inden for teologiske og mytologiske emner.
I Danmark var Ludvig Holberg en af de første til at anvende Bayles kritiske metode, selv om det var i en mere moderat form end Bayles. Litteraturhistorikeren F.J. Billeskov Jansen skriver, at udover Holberg, var Pierre Bayle hovedpersonen i Holbergs store 5-binds essayudgivelse Epistler (1748-54). Ifølge den franske forfatter Laurent Angliviel de la Beaumelle, som i mange år opholdt sig i Danmark, havde landet i slutningen af 1740'erne nærmest udviklet sig til et deistisk tilflugtssted, med mange af de ledende personligheder i landet, særligt grev Christian Rantzau under stærk indflydelse af Bayles tanker.